# اس‌اس ریپابلیک (۱۸۷۲)
اس‌اس ریپابلیک (۱۸۷۲) (به انگلیسی: SS Republic (1872)) یک کشتی بود که طول آن ۴۲۰ فوت (۱۳۰ متر) بود. این کشتی در سال ۱۸۷۱ ساخته شد.